# Gesundheitspolitik
Unter Gesundheitspolitik versteht man den Politikbereich, der sich mit der Planung, Organisation, Steuerung und Finanzierung des Gesundheitssystems beschäftigt und für dessen Funktionalität verantwortlich ist. Dazu gehören unter vielem anderen Verhandlungen mit den Verbänden der Krankenkassen, der Krankenhausträger, der Ärzte und Apotheker und der Pharmaindustrie sowie die Regelung in entsprechenden Gesetzen und Verordnungen.
Zur Gesundheitspolitik gehört auch die Beeinflussung anderer gesundheitsrelevanter Politik- und Lebensbereiche wie Bildung, Arbeit, Wohnen, Ernährung, Verkehr, Umwelt, Familie und Freizeit. Diese „indirekte Gesundheitspolitik“ (Health in All Policies) und das eigentliche Gesundheitssystem beeinflussen die Gesundheit der Bevölkerung.
Der Begriff Gesundheitspolitik wurde ab 1913 von dem Karlsruher Internisten und Sozialhygieniker Alfons Fischer in die Öffentlichkeit eingeführt.

## Ziele
Gesundheitspolitik strebt in vielen Ländern an,
- Krankheiten und Unfälle durch Vorbeugung (Prävention) möglichst zu vermeiden,
- jedem Bürger im Krankheitsfall unabhängig von seinem Einkommen und Vermögen eine möglichst gute Versorgung anzubieten und dabei die menschliche Würde und das Selbstbestimmungsrecht des Kranken zu achten,
- das Gesundheitssystem so effizient und kostengünstig wie möglich zu betreiben,
- dass die Bevölkerung mit der Gesundheitsversorgung zufrieden ist und
- dass das Personal im Gesundheitssystem gute Arbeitsbedingungen hat.

Ein großer Teil dieser Ziele wird in marktwirtschaftlichen Strukturen verfolgt. Private Krankenhäuser, niedergelassene Ärzte, Apotheken, Krankenversicherungen usw. sind Unternehmen.
Der hippokratische Eid gebietet es Ärzten, keine  überflüssigen Behandlungen vorzunehmen; es gibt allerdings ein moralisches Risiko (moral hazard), dies doch zu tun, um Einkommen bzw. Gewinn zu steigern oder (z. B. bei konkursbedrohten Krankenhäusern) Verluste zu verringern.

## Akteure
Der größte Bestandteil des Gesundheitssystems ist das Krankenversorgungssystem. Es ist ein sehr komplexes Gebilde von Hunderten von institutionellen Organisationen und Tausenden von Einzelakteuren (z. B. Ärzte, Krankenpfleger und andere Arbeitnehmer). Diese Akteure vertreten eigene wirtschaftliche Interessen und daneben teilweise auch Standesinteressen und/oder gesamtgesellschaftliche Interessen.
Wie in jedem anderen Politikfeld versuchen von politischen Entscheidungen betroffene Akteure (Stakeholder), diese Entscheidungen durch Lobbying zu beeinflussen, vor allem durch Kommunikation und Informationsaustausch mit Entscheidungsträgern (insbesondere Abgeordneten), aber auch mit der Zivilgesellschaft (Öffentlichkeitsarbeit). Lobbying und Öffentlichkeitsarbeit bestimmen maßgeblich, welche Themen in der Öffentlichkeit ausführlich diskutiert werden und welche nicht. Durch Lobbying erfahren Politiker, auf welchen Widerstand und welche Schwierigkeiten ihre Gesetzesinitiativen treffen werden. Sie können ihre Gesetzesinitiativen bereits vor der Abstimmung im Parlament anpassen.

## Deutschland
Auf Bundesebene ist administrativ hauptsächlich das Bundesministerium für Gesundheit zuständig. Es hat außerdem die Rechtsaufsicht über die Organe der gemeinsamen Selbstverwaltung und kann intervenieren, wenn sich die von der Selbstverwaltung getroffenen Entscheidungen außerhalb des staatlich festgelegten Rahmens befinden, oder keine Einigung zwischen den Parteien innerhalb der Selbstverwaltung zustande kommt. Das wichtigste Gremium der Selbstverwaltung ist der Gemeinsame Bundesausschuss.
Die Bundesländer haben eigene Zuständigkeiten, z. B. die Organisation des öffentlichen Gesundheitsdienstes. Die Gewährleistung von hinreichenden Krankenhauskapazitäten liegt grundsätzlich in der Pflicht der Kreise und kreisfreien Städte, die Krankenhäuser aber nicht in eigener Trägerschaft bereitstellen müssen. Daneben halten Kreise und kreisfreie Städte auch Gesundheitsämter vor, die Teil des Öffentlichen Gesundheitsdienstes sind. Zu den Aufgaben der Gesundheitsämter gehören amtsärztlicher Tätigkeiten, zum Beispiel die Durchführung von Schuluntersuchungen oder die kommunale Planung von Schutzmaßnahmen gegen Pandemien.
Es hat zahlreiche Reformen und Reformversuche gegeben, um die Kosten des Gesundheitssystems trotz des demografischen Wandels zu begrenzen (siehe: Gesundheitsreform in Deutschland). Eine zentrale Frage ist, welche Kosten man solidarisch auf alle (z. B. gesetzlich Versicherte und paritätisch die Arbeitgeber) verteilt und welche man dem Einzelnen nach individuellen Risiken aufbürdet (sog. „Eigenverantwortung“).
Der Arbeitgeberanteil an der gesetzlichen Krankenversicherung in Deutschland ist seit dem 1. Juli 2005 geringer als 50 Prozent. Dies wurde eingeführt, um die Lohnnebenkosten zu senken.
Seit 1976 gibt es in Deutschland indirekte Transferleistungen von der gesetzlichen Krankenversicherung zu anderen sozialen Sicherungssystemen (Renten- und Arbeitslosenversicherung). Die hierdurch entstanden Beitragserhöhungen wurden unter dem Begriff der Kostenexplosion als politisches Mittel zu Leistungskürzungen benutzt und führten unter dem Schlagwort der „Reform“ zu zahlreichen Veränderungen in der Struktur dieses Sozialsystems. Die Struktur wurde komplexer; viele Arbeitsabläufe wurden stärker formalisiert. 
2002 wurden in Deutschland Modelle diskutiert, die die bisherige Dualität von gesetzlicher Krankenversicherung mit Kontraktionszwang und Familienmitversicherung sowie der Privaten Krankenversicherung ersetzen könnten. Auch die Beitragsbemessungsgrenze, Gesundheitsprämien und eine Bürgerversicherung wurden diskutiert.